# Hans-Jürgen Schrader

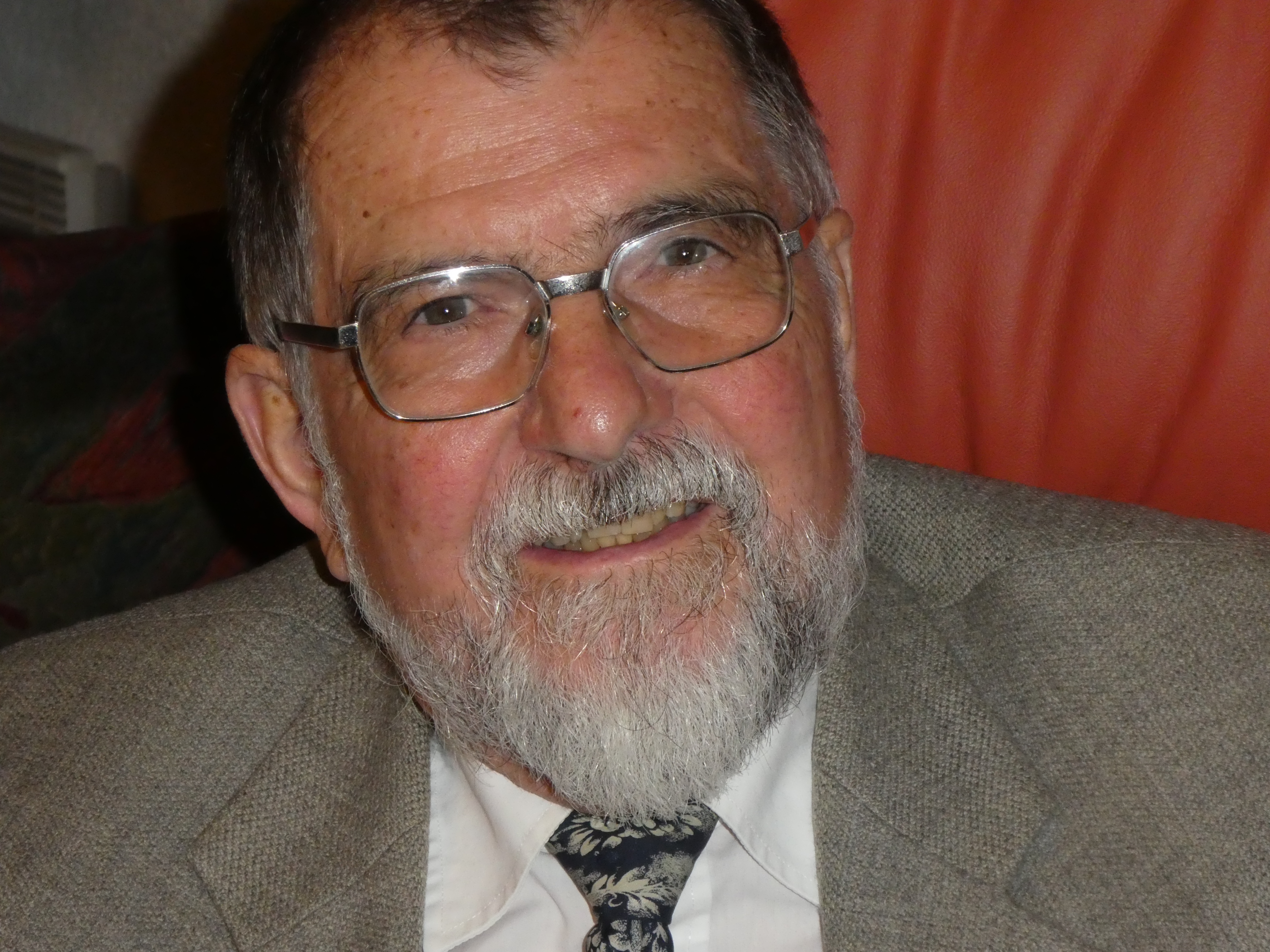
Hans-Jürgen Schrader (2019)

Hans-Jürgen Schrader (* 7. März 1943 in Bad Harzburg) ist ein deutscher Literaturwissenschafter.

## Leben
Hans-Jürgen Schrader wurde 1943 geboren. Er verbrachte seine Schulzeit in Wolfsburg. Von 1962 bis 1969 studierte er Deutsch, Geschichte und Philosophie an den Universitäten von Saarbrücken, Wien und Göttingen. 1969 schloss er das Studium mit dem Staatsexamen für das Höhere Lehramt ab, 1979 promovierte er mit der Auszeichnung summa cum laude in Göttingen bei Albrecht Schöne. Sein Studium finanzierte er durch Ferienarbeit. Seit 1969 ist er verheiratet mit Eveline Schrader. Beide leben seit 1988 in Aïre bei Genf.

## Universitäres Wirken
Zwischen 1970 und 1988 hatte Hans-Jürgen Schrader verschiedene Lehrpositionen als Beamter auf Zeit, Assistent und Oberassistent am Seminar für deutsche Philologie der Georg-August-Universität Göttingen inne. Von 1988 bis 2008 wirkte er als Ordentlicher Professor für deutsche Sprache und Literatur (Neuere deutsche Literatur) an der Université de Genève. Im Oktober 2008 wurde er emeritiert und zum Honorarprofessor ernannt. Er nahm Gastprofessuren an, u. a. 1992 an der Universität Zürich, 1994/95 an der Hebräischen Universität Jerusalem, 1997 an der Pennsylvania State University (University Park, PA, USA), 2001 an der Babeș-Bolyai-Universität in Cluj Napoca (Klausenburg, Rumänien), 2010 erneut an der Hebräischen Universität Jerusalem, 2011 an der Chūō-Universität in Tokyo.

## Forschungsschwerpunkte
- Editionen und Abhandlungen über die frömmigkeitliche Literatur des 16. und 18. Jahrhunderts (insbes. Bibelübersetzungen, Luther, Pietismus, Aufklärung, Hoburg, Reitz, Mme Guyon, Tersteegen, Haug, Beissel, Zinzendorf, Vorläufer der Poetologie des Sturm und Drang).
- Herausgabe einer Werkausgabe und mehrerer Einzelerzählungen Wilhelm Raabes.
- Aufsätze zur Goethezeit: v. a. über Kleist, Wieland, Herder, Goethe, Klopstock und seine Schüler im Göttinger Hain, über Bräker, Brentano, romantischen Magnetismus.
- Aufsätze zur Literatur des 19. Jahrhunderts: Heine, Freiligrath, Grillparzer, Nestroy, Raabe, Storm, Keller, Meyer, Wagner, Fontane.
- Aufsätze zur Literatur des 20. Jahrhunderts: Fin de siècle und Avantgarde in Wien; Brecht, Roth, Celan, Rezzori, Arno Schmidt, Moritz Jahn, Jerusalemer «Lyris»-Kreis, Ilana Shmueli, Yvonne Livay und Manfred Winkler.
- Aufsätze über Dichtung des Exils: u. a. Else Lasker-Schüler, Mascha Kaléko und zeitgenössische österreichische Literatur, u. a. Artmann, Brandstetter, Jandl.
- Aufsätze über die deutsch-jüdische Literatur, das Zusammenspiel von Dichtung, Musik und Bildender Kunst, zur Theorie und Geschichte der literarischen Gattungen (Lyrik, Brief, [Auto-] Biographie), zur Buch-, Lese- und Zensurgeschichte, über «Bibel und Dichtung» und religiöse Einprägungen der deutschen Sprachgeschichte.[1]

## Ämter und weitere wissenschaftliche Tätigkeiten
Zwischen 1991 und 1997 war Hans-Jürgen Schrader Direktor des «Département de langue et de littérature allemandes», von 2002 bis 2005 Präsident der Section des langues vivantes der Faculté des Lettres und Mitglied des Dekanatsrats. Ein Heft der «Cahiers de la Faculté des Lettres» stellte 1994 sein Département vor.
Seit 1996 wirkte er wiederholt als Promotionsbeauftragter des Rumänischen Erziehungsministeriums für deutsche Literatur (Promotionen in Cluj und Iaşi). Von 1991 bis 2013 war er Präsident und ist seit 2019 Ehrenpräsident der Société genevoise d’études allemandes (Genfer Gesellschaft für deutsche Kunst und Literatur). 1990–1996 wirkte Schrader als Mitglied der Germanistischen Kommission des Senats der Deutschen Forschungsgemeinschaft sowie ihres Verlagsausschusses. Er war Mitglied zahlreicher wissenschaftlichen Beiräte und Evaluationskommissionen. 1975–1997 wirkte er als Vizepräsident der Internationalen Raabe-Gesellschaft (Ehrenmitglied seit 1998, Ehrenpräsident seit 2006) und 1974–1993 als Herausgeber des «Jahrbuchs der Raabe-Gesellschaft». 1994–2023 war er Mitglied der Historischen Kommission zur Erforschung des Pietismus, seit 1996 auch ihres Publikationsausschusses; Mitherausgeber der Reihen «Arbeiten zur Geschichte des Pietismus (AGP)», «Texte zur Geschichte des Pietismus (TGP)», «Kleine Texte des Pietismus (KTP)» sowie der «Edition Pietismus-Texte (EPT)». Er arbeitete u. a. mit als Vorstandsmitglied der Kleist-Gesellschaft (1990–1996) und der Goethe-Gesellschaft Schweiz (1997–2023). Seit 2004 ist er Korrespondierendes Mitglied der Akademie der Wissenschaften zu Göttingen (Philologisch-historische Klasse).

## Auszeichnungen
Hans-Jürgen Schrader wurde 2002 mit dem Ehrenkreuz (1. Kl.) für Wissenschaft und Kunst der Republik Österreich ausgezeichnet.

## Schriften

### Monografische Publikationen und Aufsatzsammlungen
- Literaturproduktion und Büchermarkt des radikalen Pietismus. Johann Henrich Reitz’ „Historie Der Wiedergebohrnen“ und ihr geschichtlicher Kontext. Vandenhoeck & Ruprecht, Göttingen 1989 (= Palaestra. Band 283), 635 S., ISBN 978-3-525-20556-3 [ Digitalisat auf der Plattform Digi20 der Bayerischen Staatsbibliothek].
- Im Schraubstock moderner Marktmechanismen. Vom Druck Kellers und Meyers in Rodenbergs „Deutscher Rundschau“. Verlag der Gottfried Keller-Gesellschaft, Zürich 1993 (= Gottfried Keller-Gesellschaft. Zweiundsechzigster Jahresbericht 1993) Digitalisat.
- Wilhelm Raabe. Studien zu seiner avanciert-realistischen Erzählkunst. Wallstein Verlag, Göttingen 2018, 340 S., ISBN 978-3-8353-3224-9.
- Literatur und Sprache des Pietismus. Ausgewählte Studien. Mit einem Geleitwort von Bischöfin Petra Bosse-Huber. Hrsg. von Markus Matthias und Ulf-Michael Schneider. Vandenhoeck & Ruprecht, Göttingen 2019 (= Arbeiten zur Geschichte des Pietismus. Band 63), 832 S., ISBN 978-3-525-57083-8.

### Sammelbände
- als Hrsg. mit Elliot M. Simon und Charlotte Wardi: The Jewish Self-Portrait in European and American Literature. Max Niemeyer Verlag, Tübingen 1996 (= Conditio Judaica. Band 15); 2. Auflage: de Gruyter, Berlin 2011, 278 S., ISBN 978-3-484-65115-9.
- als Hrsg. mit Verena Ehrich-Haefeli und Martin Stern: Antiquitates renatae. Deutsche und französische Beiträge zur Wirkung der Antike in der europäischen Literatur. Festschrift für Renate Böschenstein zum 65. Geburtstag. Königshausen & Neumann, Würzburg 1998, 386 S., ISBN 978-3-8260-1548-9.
- als Hrsg. mit Hartmut Lehmann und Heinz Schilling: Jansenismus, Quietismus, Pietismus. Vandenhoeck & Ruprecht, Göttingen 2002 (= Arbeiten zur Geschichte des Pietismus. Band 42), 298 S., ISBN 978-3-525-55826-3.
- als Hrsg. mit Katharine Weder und Johannes Anderegg: Von der Pansophie zur Weltweisheit. Goethes analogisch-philosophische Konzepte. Max Niemeyer Verlag, Tübingen 2004, 188 S., ISBN 978-3-484-10863-9.
- als Hrsg. mit Hans-Georg von Arburg, Dominik Müller und Ulrich Stadler: Virtuosität. Kult und Krise der Artistik in Literatur und Kunst der Moderne. Wallstein Verlag, Göttingen 2006, 271 S., ISBN 978-3-89244-863-1.
- als Hrsg. mit Irmtraut Sahmland: Medizin- und kulturgeschichtliche Konnexe des Pietismus. Heilkunst und Ethik, arkane Traditionen, Musik, Literatur und Sprache. Vandenhoeck & Ruprecht, Göttingen 2016 (= Arbeiten zur Geschichte des Pietismus. Band 61), 428 S., ISBN 978-3-525-55844-7.
- als Hrsg. mit Alexander Honold und Edith Anna Kunz: Goethe als Literatur-Figur. Wallstein Verlag, Göttingen 2016, 272 S., ISBN 978-3-8353-1932-5.[1]

### Editionen
- Johann Henrich Reitz: Historie Der Wiedergebohrnen. Vollständige Ausgabe der Erstdrucke aller sieben Teile der pietistischen Sammelbiographie (1698–1745) mit einem werkgeschichtlichen Anhang der Varianten und Ergänzungen aus den späteren Auflagen.   4 Bde., 724, 709, 417, 500 S. Max Niemeyer Verlag, Tübingen 1982 (Deutsche Neudrucke: Reihe Barock, Bd. 29/1–4). Reprint: Berlin: de Gruyter 2011, ISBN 3-11-096717-0.
- Wilhelm Raabe: Höxter und Corvey. Eine Erzählung.  Nach der Handschrift von 1873/74 herausgegeben. 213 S. Reclam, Stuttgart 1981; 2. Aufl. 1989; 3. Aufl. 1996 (Universal-Bibliothek, Nr. 7729); bibliographisch aktualisierte Neuausgabe 2003, ISBN 978-3-15-007729-0.
- Wilhelm Raabe: Werke in Einzelausgaben. 10 Bde. Insel-Verlag, Frankfurt am Main 1985 (Insel-Taschenbuch, Bd. 881–890), ISBN 3-458-32581-6.
- Alois Brandstetter: Landessäure. Starke Stücke und schöne Geschichten [Auswahl kleiner Prosa – Werkverzeichnis – Nachwort]. 92 S. Reclam, Stuttgart 1986; 2. Aufl. 1988 (Universalbibliothek, Nr. 8335), ISBN 978-3-15-008335-2.
- Wilhelm Raabe: Drei Federn. Eine Erzählung. Hg. mit einem Nachwort von Hans-Jürgen Schrader und Anmerkungen von Peter Goldammer. 177 S. Aufbau-Taschenbuch-Verlag, Berlin 2000 (Aufbau Bibliothek, Nr. 6079), ISBN 978-3-7466-6079-0.
- Manfred Winkler: Haschen nach Wind. Die Gedichte. Herausgegeben von Monica Tempian und Hans-Jürgen Schrader. 880 S. Wien – Wuppertal: Arco Verlag [2018] (Europa in Israel, Bd. 2), ISBN 978-3-938375-87-7.
- „besser spät als nie“ – Manfred Winklers Korrespondenz mit Eveline und Hans-Jürgen Schrader. Herausgegeben und kommentiert von Hans-Jürgen Schrader. 232 S. München: IKGS Verlag 2025, ISBN 978-3-942739-06-1.[1]

### Redaktion und Mitherausgabe: Fachzeitschrift, Reihen
- Jahrbuch der Raabe-Gesellschaft [Hg., gemeinsam mit Joseph Daum]. Gesamtredaktion für 19 Bde. Braunschweig: Waisenhaus-Verlag 1975–1988; Tübingen: Max Niemeyer 1989–1993.
- Reihe: Texte zur Geschichte des Pietismus. [TGP]. Berlin – New York: Walter de Gruyter [Mitherausgeber 1999–2023].
- Reihe: Arbeiten zur Geschichte des Pietismus. [AGP]. Göttingen: Vandenhoeck & Ruprecht [Mitherausgeber 1999–2023].
- Reihe: Bibliographie zur Geschichte des Pietismus [BGP]. Berlin – München – Boston: Walter de Gruyter [Mitherausgeber Bd. 3, 2015].
- Reihe: Kleine Texte des Pietismus [KTP]. (12 Bde.), Leipzig: Evangelische Verlagsanstalt [Mitherausgeber 1999–2008].
- Reihe: Edition Pietismustexte [EPT]. Leipzig: Evangelische Verlagsanstalt [Mitherausgeber 1999–2025].[1]

### Aufsätze (Auswahl)
Über 150 Aufsätze, kleinere Artikel und Forschungsberichte zu den oben genannten Forschungsfeldern sowie Rezensionen. Darunter:
- Zur Vergegenwärtigung und Interpretation der Geschichte bei Raabe. In: Jahrbuch der Raabe-Gesellschaft 1973, S. 12–53. – Revid. Wiederabdruck in Schrader: Wilhelm Raabe. Studien, 2018, S. 53–73.
- Mit Feuer, Schwert und schlechtem Gewissen. Zum Kreuzzug der Hainbündler gegen Wieland. In: Euphorion, Bd. 78, 1984, S. 325–367.
- „Wir sind das Volk“. Ein Freiligrath-Vers als Exempel für subversive Wirkungspotenzen von Poesie. In: Produktivität des Gegensätzlichen. Studien zur Literatur des 19. und 20. Jahrhunderts. Festschrift für Horst Denkler zum 65. Geburtstag. Hg. von Julia Bertschik, Elisabeth Emter, Johannes Graf. Tübingen: Max Niemeyer Verlag 2000, S. 69–92.
- Kleists Heilige oder die Gewalt der Sympathie. Abgerissene Traditionen magnetischer Korrespondenz. In: Kleist-Bilder des 20. Jahrhunderts in Literatur, Kunst und Wissenschaft. IV. Frankfurter Kleist-Kolloquium. Hg. von Peter Ensberg und Hans-Jochen Marquardt. Stuttgart: Akademischer Verlag Hans-Dieter Heinz 2003 (Stuttgarter Arbeiten zur Germanistik, Bd. 414), S. 69–90.
- Von Patriarchensehnsucht zur Passionsemphase. Bibelallusionen und spekulative Theologie in Goethes Werther. In: Goethe und die Bibel. Hg. von Johannes Anderegg und Edith Anna Kunz. Stuttgart: Deutsche Bibelgesellschaft 2005 (Arbeiten zur Geschichte und Wirkung der Bibel, Bd. 6), S. 57–88.
- „Die Bilderfluth in eines Spiegels Rahmen“. Imaginierte Bildlichkeit in Heines Traumbildern. In: Heinrich Heine und die Kunstkritik seiner Zeit. Akten des Internationalen und Interdisziplinären Kolloquiums, Paris 26.–30. April 2006. Hg. v. Ralph Häfner. Heidelberg: Universitätsverlag Winter 2010 (Beihefte zum „Euphorion“, H. 57), S. 199–224.
- „Ich lebe in meinem Mutterland Wort“. Sprache als Heimat und Poesieimpuls in deutschsprachiger jüdischer Lyrik der Emigration und in Israel. In: Auf den Spuren der Schrift. Israelische Perspektiven einer internationalen Germanistik. Hg. v. Christian Kohlross und Hanni Mittelmann. Berlin: de Gruyter 2011 (Conditio Judaica, Bd. 80), S. 163–189.
- Feindliche Geschwister? Der Pietismus als Widersacher und Weggefährte der Aufklärung. Sachverhalte und Forschungslage. In: Epoche und Projekt. Perspektiven der Aufklärungsforschung. Hg. v. Stefanie Stockhorst. Göttingen: Wallstein 2013 (Das achtzehnte Jahrhundert. Supplementa, Bd. 17), S. 91–130. Revid. Wiederabdruck in: Schrader: Literatur und Sprache des Pietismus. Ausgewählte Studien, S. 135–167.
- Zwischen sprachlicher Aura und Umgangsdeutsch. Zur Sprachgestalt der Luther-Bibel und zur Problematik ihrer Revision. In: Anmut und Sprachgewalt. Zur Zukunft der Lutherbibel. Beiträge der Jenaer Tagung 2012. Hg. v. Corinna Dahlgrün und Jens Haustein. Stuttgart: Deutsche Bibelgesellschaft 2013, S. 145–180.
- Goethes Verbindung zum mystischen Quietismus. Zu seinem Brief an Johann Friedrich von Fleischbein vom 3. Januar 1774. In: Jahrbuch des Freien Deutschen Hochstifts 2016, S. 28–97  [ Digitalisat auf der Seite von Wallstein open library].
- Verba docent, picturae trahunt: Interkonfessionelle Grenzüberschreitungen der geistlichen Emblematik im 17. und 18. Jahrhundert. In: Il ‚pensiero per immagini‘ e le forme dell’invisibile / Das ‚Denken in Bildern‘ und die Formen des Unsichtbaren. Atti del Convegno Internazionale Cagliari 7-9 marzo 2018 | Akten der Internationalen Tagung Cagliari 7.–9. März 2018. Hg. von Laura Follesa. Berlin: Peter Lang 2019 (Quellen und Forschungen zur Europäischen Kulturgeschichte, Bd. 5), S. 19–50.
- „Im Ocean der Gottheit dich verlier“.Tersteegens Importe mystischer Inbrunst in die protestantische Poesie. In: Euphorion, Bd. 114, H. 1, 2020, S. 1–39.
- Paul Celans Gedichte nach Auschwitz. Reflexionen zum Eintritt in sein hundertstes Lebensjahr. In: Österreich. Geschichte – Literatur – Geographie (ÖGL), Jg. 2020, H. 2, S. 116–132.
- Gedichte imaginärer Reisen aus dem Umkreis der Wiener Gruppe, In: Standortbestimmungen zwischen Nähe und Ferne. Studien zur österreichischen Reiseliteratur. Hg. von Caitríona Leahy u. Florian Krobb. Berlin: Frank & Timme Verlag für wissenschaftliche Literatur 2024 (Forum Österreich, Bd. 18), S. 197–232.[1]